# Seznam evroposlancev iz Grčije
Seznam evroposlancev iz Grčije je krovni seznam.

## Seznami
- seznam evroposlancev iz Grčije (1981-1989)
- seznam evroposlancev iz Grčije (1989-1994)
- seznam evroposlancev iz Grčije (1994-1999)
- seznam evroposlancev iz Grčije (1999-2004)
- seznam evroposlancev iz Grčije (2004-2009)
- seznam evroposlancev iz Grčije (2009-2014)
- poimenski seznam evroposlancev iz Grčije